# Ladeira Porto Geral

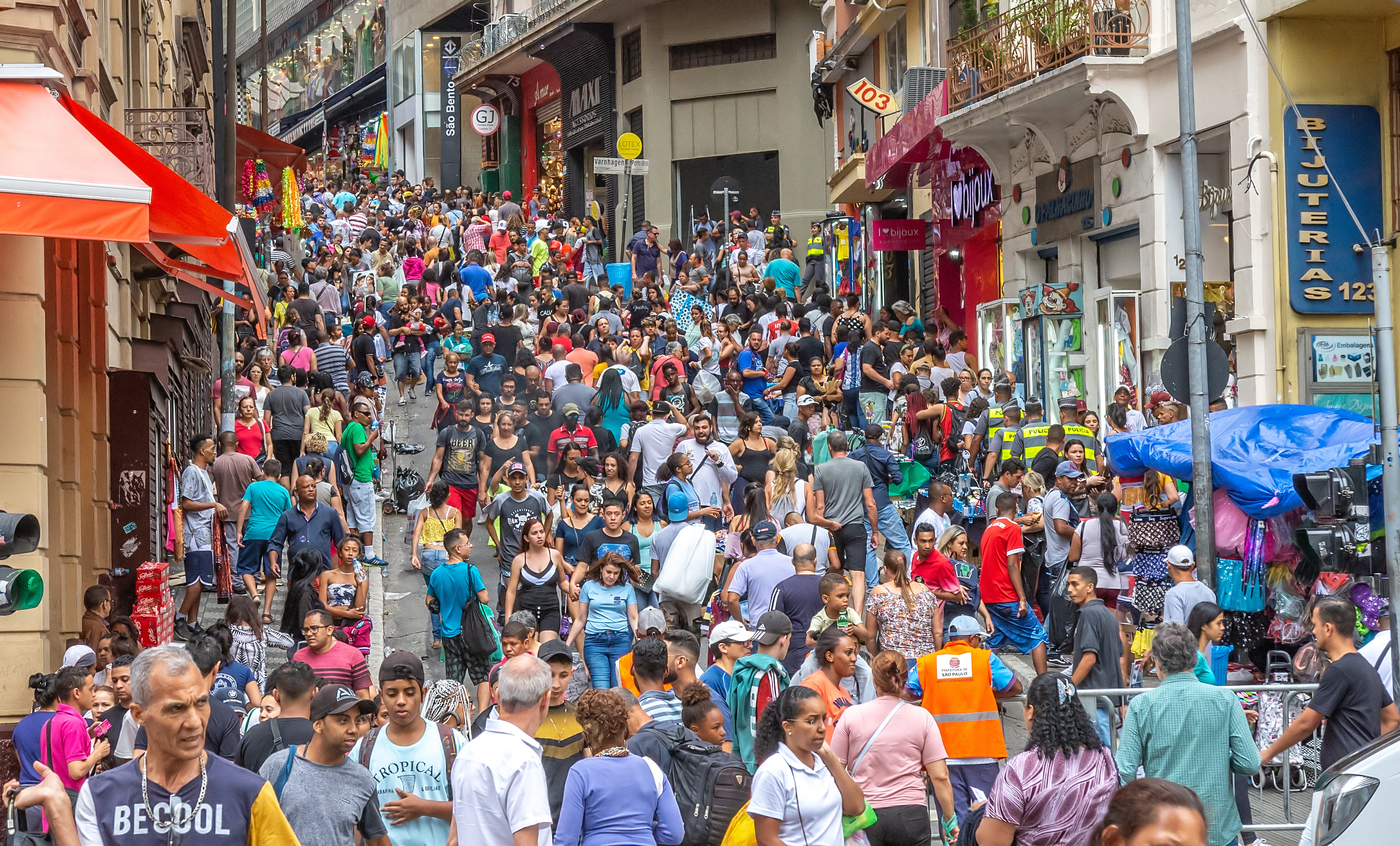
Ladeira Porto Geral

Ladeira Porto Geral é uma rua da cidade de São Paulo. Começa na Rua Boa Vista e termina na Rua 25 de Março. Por estar em um terreno inclinado, leva a denominação de ladeira. Possui característica comercial, com uma enorme quantidade de barracas de camelôs, apesar de proibidas.

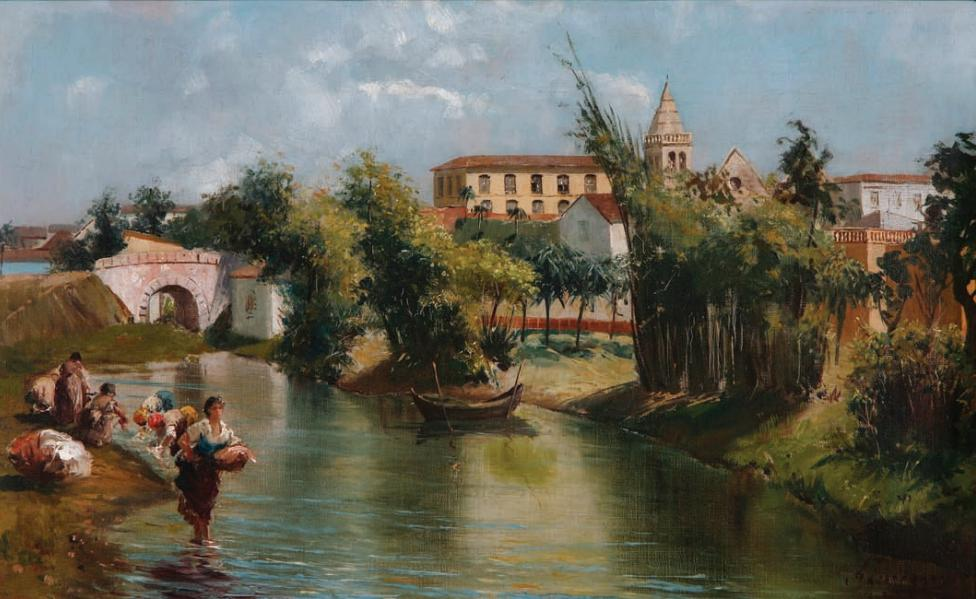
Representação do local, com o Rio Tamabduateí visível

Seu nome original era Ladeira do Porto Geral, pois na região o rio Tamanduateí formava um meandro ou curva, uma das sete existentes na região, e nela ficava um porto que atendia o Mercado dos Caipiras e o Mercado Grande (ou Mercado Velho) com mercadorias transportadas por barcos que navegavam pelo rio. Essa área era inundável, considerada várzea e  navegável na época. Posteriormente a região foi aterrada e retificada da forma original para a atual.